# Srettha Thavisin
Srettha Thavisin (tai: เศรษฐา ทวีสิน)  (Phra Nakhon Province, 15 de febrer de 1962) és un polític i promotor immobiliari tailandès que va exercir com a primer ministre de Tailàndia entre el 22 d'agost de 2023 i agost del 2024. Abans va ser el cap executiu i president de Sansiri. És un conegut confident de l'antic primer ministre Thaksin Shinawatra.

## Biografia
Va cofundar Sansiri el 1988, que més tard es va convertir en un dels promotors immobiliaris més grans de Tailàndia, la qual cosa va portar a Srettha a convertir-se en un magnat immobiliari i multimilionari.

## Primer ministre
Es va unir al Partit Pheu Thai en 2022, i després de les eleccions generals de Tailàndia de 2023 fou nomenat primer ministre el 22 d'agost després que el Tribunal Constitucional de Tailàndia inhabilités Pita Limjaroenrat, d'Avançar, el guanyador de les eleccions, quan s'enfrontava a la votació per al seu nomenament. Fou rellevat del càrrec de Primer Ministre per una sentència del Tribunal Constitucional de Tailàndia pel nomenament de Pichit Chuenban com a ministre, quan havia estat a la presó per intentar subornar membres del Tribunal Suprem. Paetongtarn Shinawatra fou la nomenada pel seu partit per succeïr-lo. És la persona més jove de la història tailandesa a convertir-se en primera ministra i la segona dona que ocupa el càrrec.